# Bruno Stöwsand
Bruno Stöwsand (* 27. Januar 1911 in Cuxhaven; † 24. Februar 1996 ebenda) war ein deutscher Journalist und Chefredakteur.

## Biografie
Stöwsand studierte Volkswirtschaft und seit 1931 Zeitungswissenschaften an der Universität Berlin. Er war in der Roten Studentengemeinschaft aktiv. Als Gegner der Nationalsozialisten musste er 1935 die Universität verlassen und wurde verhaftet. Die Zeit von 1935 bis 1939 musste er in den Emslandlager KZ Esterwegen und im KZ Börgermoor verbringen. Von 1939 bis 1942 war er kaufmännischer Angestellter und danach Soldat im Zweiten Weltkrieg. 1943 geriet er in britische Gefangenschaft. Nach dem Krieg arbeitete er als Redakteur für die im Herbst 1945 gegründete deutsch-amerikanische Deutsche Nachrichtenagentur (Dena). In Bremen unterhielt er eine Agentur, die für Die Welt arbeitete.
Nach dem Krieg erhielt der Verleger Kurt Ditzen auf Grund seiner Mitgliedschaft in der NSDAP durch die Militärregierung in der Amerikanischen Besatzungszone keine Lizenz zur Herausgabe einer Zeitung. Stöwsand und Walter Gong wurden im Oktober 1947 Lizenzträger der neu herausgegebenen Nordsee-Zeitung (NZ). Der Verleger Kurt Ditzen verpachtete seinen Betrieb auf fünf Jahre an Stöwsand und Gong. Nachdem Ditzen 1948 als entlastet eingestuft wurde, übernahm er 1949 wieder den Verlag. Stöwsand blieb bis 1957 Chefredakteur und war danach bis 1975 Verlagsleiter und Mitglied der Geschäftsleitung der Zeitung.